# Nova Gajdobra
Nova Gajdobra (izvirno srbsko Нова Гајдобра) je naselje v Srbiji, ki upravno spada pod Občino Bačka Palanka; slednja pa je del Južnobačkega upravnega okraja.

## Demografija
V naselju živi 1125 polnoletnih prebivalcev, pri čemer je njihova povprečna starost 40,7 let (39,1 pri moških in 42,2 pri ženskah). Naselje ima 521 gospodinjstev, pri čemer je povprečno število članov na gospodinjstvo 2,70.
To naselje je, glede na rezultate popisa iz leta 2002, večinoma srbsko, a v času zadnjih 3 popisov je opazen porast števila prebivalcev.
|  |

| Demografija | Demografija     | Demografija     |
| Leto        | Št. prebivalcev | Št. prebivalcev |
| ----------- | --------------- | --------------- |
|             |                 |                 |
|             |                 |                 |
|             |                 |                 |
|             |                 |                 |
| 1948        | 1547            |                 |
| 1953        | 1677            |                 |
| 1961        | 1623            |                 |
| 1971        | 1433            |                 |
| 1981        | 1331            |                 |
| 1991        | 1372            | 1357            |
| 2002        | 1427            | 1409            |
|             |                 |                 |

| Etnična sestava po popisu iz leta 2002 | Etnična sestava po popisu iz leta 2002 | Etnična sestava po popisu iz leta 2002 | Etnična sestava po popisu iz leta 2002 | Etnična sestava po popisu iz leta 2002 |
| -------------------------------------- | -------------------------------------- | -------------------------------------- | -------------------------------------- | -------------------------------------- |
| Srbi                                   | Srbi                                   |                                        | 1.354                                  | 96,09%                                 |
| Jugoslovani                            | Jugoslovani                            |                                        | 15                                     | 1,06%                                  |
| Črnogorci                              | Črnogorci                              |                                        | 7                                      | 0,49%                                  |
| Hrvati                                 | Hrvati                                 |                                        | 7                                      | 0,49%                                  |
| Slovaki                                | Slovaki                                |                                        | 6                                      | 0,42%                                  |
| Romi                                   | Romi                                   |                                        | 5                                      | 0,35%                                  |
| Muslimani                              | Muslimani                              |                                        | 1                                      | 0,07%                                  |
| Makedonci                              | Makedonci                              |                                        | 1                                      | 0,07%                                  |
| Neznano                                | Neznano                                |                                        | 10                                     | 0,70%                                  |